# Mamanguape
Mamanguape là một đô thị thuộc bang Paraíba, Brasil. Đô thị này có diện tích 348,745 km², dân số năm 2007 là 41385 người, mật độ 117,6 người/km².